# Sehore
Sehore è una suddivisione dell'India, classificata come municipality, di 90.930 abitanti, capoluogo del distretto di Sehore, nello stato federato del Madhya Pradesh. In base al numero di abitanti la città rientra nella classe II (da 50.000 a 99.999 persone).

## Geografia fisica
La città è situata a 23° 11' 60 N e 77° 4' 60 E e ha un'altitudine di 501 m s.l.m..

## Società

### Evoluzione demografica
Al censimento del 2001 la popolazione di Sehore assommava a 90.930 persone, delle quali 47.589 maschi e 43.341 femmine. I bambini di età inferiore o uguale ai sei anni assommavano a 12.982, dei quali 6.734 maschi e 6.248 femmine. Infine, coloro che erano in grado di saper almeno leggere e scrivere erano 62.152, dei quali 35.567 maschi e 26.585 femmine.